# ヨーハン・ゼムラー

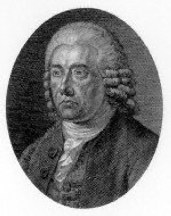
ヨーハン・ザロモ・ゼムラー

ヨーハン・ザロモ・ゼムラー（Johann Salomo Semler、1725年12月18日 – 1791年4月14日)は、ドイツの神学者である。晩年、合理主義者になり、自由主義神学の提唱者になる。
ゼムラーは敬虔主義の中に生まれる。1752年にハレ大学の教授になった。晩年は合理主義者になり、聖書観においても変化し、啓示は聖書の中にあるが、前啓示が聖書の中にあるのではないと教えた。
教会史の考えにおいてはヘーゲルの歴史哲学を用いて、初代教会ではペテロ的でユダヤ化しようとした党派とパウロ的で反ユダヤ的であった党派とも区別した。
これらの考えはF・C・バウアに引き継がれ、チュービンゲン学派やリッチュル学派に影響を与えて、自由主義神学の基本的な考えになった。